# آندره کیمی آنتونلی
آندره کیمی آنتونلی  (تلفظ در ایتالیایی: [anˈdrɛ:a ˈki:mi antoˈnɛlli] ; زاده ۲۵ اوت ۲۰۰۶) یک راننده مسابقه ای ایتالیایی است که در مسابقات فرمول یک برای تیم مرسدس رانندگی می‌کند.
آنتونلی متولد و بزرگ شده در بولونیا، پسر مارکو آنتونلی راننده اتومبیل‌های ورزشی است. آنتونلی پس از یک دوره نسبتاً خوب در کارتینگ - که با پیروزی‌های متوالی در مسابقات قهرمانی اروپا کارتینگ مستقیم در سال‌های ۲۰۲۰ و ۲۰۲۱ به اوج می‌رسید - از مسابقات فرمولا فارغ‌التحصیل شد. او اولین عنوان خود را در مسابقات قهرمانی F4 ایتالیا در سال ۲۰۲۲ با تیم پریما به واسطه شرایط مالی خوب برای حضور به دست آورد، قبل از قهرمانی در فرمول 4 ADAC در سال ۲۰۲۲ و فرمول منطقه ای اروپا در سال ۲۰۲۳ با تیم پریما که آنها نیز با شرایط مالی خوب پدر او به دست آمده بود و همچنین فرمول منطقه ای خاورمیانه در سال ۲۰۲۳ با بمبئی فالکونز.
او علاوه بر برنده شدن در مسابقات سطح پایین جی‌تی۳ ایتالیا، مدال طلا در مسابقات اتومبیلرانی FIA 2022 به نمایندگی از ایتالیا به دست آورد. آنتونلی در سال ۲۰۲۴ به واسطه شرایط مالی خوب به مسابقات مسابقات قهرمانی فرمول ۲ رفت و در چندین مسابقه پیروز شد و در اولین فصل خود با خودرو برتر در رده نه چندان خوب ششم قرار گرفت.